# Nwoya
Nwoya is een district in het noorden van Oeganda. Hoofdstad van het district is de stad Anaka. Het district telde in 2020 naar schatting 236.000 inwoners op een oppervlakte van 4.710 km².
Het district werd opgericht in 2010 door afsplitsing van het district Amuru. Het grenst aan de Oegandese districten Omoro, Oyam, Kiryandongo, Bulisa, Pakwach en Amuru. Het district is onderverdeeld in 1 town council (Anaka) en 7 sub-counties.
Het Murchison Falls National Game Park ligt deels in het district. De Albertnijl vormt de westelijke grens van het district.